# Dzwola
Dzwola – wieś sołecka w Polsce położona w województwie lubelskim, w powiecie janowskim, w gminie Dzwola.
| SIMC    | Nazwa           | Rodzaj    |
| ------- | --------------- | --------- |
| 0790893 | Kolonia Kocudza | część wsi |
| 0790901 | Morgi           | część wsi |
| 0790918 | Podlesie        | część wsi |

Według Narodowego Spisu Powszechnego (III 2011 r.) liczyła 897 mieszkańców.

## Obiekty sakralne
W Dzwoli znajduje się kościół pw. Matki Boskiej Częstochowskiej zbudowany w latach 1924–1927 według projektu Ignacego Kędzierskiego. Zasługi dla budowy świątyni położył ordynat Maurycy Zamoyski. Dzwola leży na trasie Janów Lubelski-Frampol przy drodze krajowej nr 74.

## Historia miejscowości
Pierwsza wzmianka historyczna o miejscowości Dzwola pochodzi z kroniki halicko-wołyńskiej z 1245 roku. W 1377 roku trafiła w ręce Dymitra z Goraja, a na początku XV w. – w ręce Szamotulskich. W 1595 roku wieś stała się własnością Jana Zamoyskiego, by później wejść w skład ordynacji zamojskiej. W połowie XVI w. rozpoczęto wydobywanie w okolicy rud żelaza oraz wytapianie ich w dymarkach i obrabianie w miejscowej kuźnicy (produkcja podstawowych narzędzi rolniczych). W XVII w. w Dzwoli założono folwark ordynacki, w którym działały: młyn, gorzelnia i karczma. W połowie XIX w. powstał browar. Podczas I wojny światowej na tym terenie miały miejsce walki rosyjsko-austriackie, w wyniku których spłonęła część zabudowań. W okresie międzywojennym powstała tu parafia rzymskokatolicka (1920 r.), straż pożarna (1926 r.) oraz Związek Strzelecki. Podczas II wojny światowej 29 września 1939 r. oddział polski pod dowództwem płk. Władysława Płonki zaatakował niemiecki dywizjon stacjonujący we wsi, co zmusiło Niemców do kapitulacji.
W latach 1954–1961 wieś należała i była siedzibą władz gromady Dzwola, po jej zniesieniu w gromadzie Krzemień. W 1973 r. utworzono gminę Dzwola. W latach 1975–1998 miejscowość administracyjnie należała do województwa tarnobrzeskiego.